# نمل قرصي الدرقة صدفي
نمل قرصي الدرقة صدفي (الاسم العلمي:Discothyrea testacea) هو نوع من النمل يتبع جنس النمل القرصي الدرقة من أسرة النملاوات القرناء.